# La Fière Américaine

La Fière Américaine est un roman historique de Juliette Benzoni paru en 1991 aux éditions Julliard. Il compose le second volet de la trilogie Les Dames du Méditerranée-Express.

## Histoire
Alexandra adorait les voyages. Son mari les détestait. Elle n'était pas femme à supplier.
Alors, un beau jour de 1904, la belle Américaine embarqua sur un paquebot luxueux et fit route vers la France.
Elle avait décidé que ce périple serait un enchantement. Elle voulait parfaire se culture, dévaliser les couturiers, briller dans les bals et les réceptions, flirter à l'américaine, sans rien accorder aux messieurs trop pressants...
Mais elle ne savait que la France est le pays de l'amour et que le destin allait mettre sur son chemin le plus bel homme que la Terre ait jamais porté...